# Antiplanes sanctiioannis
Antiplanes sanctiioannis é uma espécie de gastrópode do gênero Antiplanes, pertencente a família Pseudomelatomidae.